# Grønlændere
En grønlænder (grønlandsk: kalaaleq) betegner en person fra Grønland (grønlandsk: Kalaallit Nunaat) eller det oprindelige folk, grønlandske inuit (kalaallit, inughuit, tunumiit). Betegnelsen kan imidlertid i forskellige sammenhænge afgrænses mere præcist på forskellige måder: som indbyggerne i Grønland, som borgere i Grønland eller mere bredt som personer, der føler et kulturelt tilhørsforhold i bred forstand til Grønland. Mere omdiskuteret er en nyere anvendelse af ordet i betydningen personer af inuit oprindelse, dvs. personer, hvis forældre er født i Grønland og er efterkommere af inuit.
Grønlændere har status som et oprindeligt folk i Kongeriget Danmark, er danske statsborgere og har som OLT-borgere ligeledes Unionsborgerskab, grundet Grønlands associerede forhold til EU.
Langt størstedelen af grønlænderne bor i Grønland, men omkring 1/3 af alle grønlænderne bor i Danmark. De fleste taler grønlandsk og betragter sig selv som inuitter.
Omkring 89 % af Grønlands befolkning på 57.695 er inuitter, hvilket er 51.349 indbyggere (2012). Derudover lever der omkring 20.000 grønlændere i Danmark og omkring 3.000 fordelt på en del forskellige lande. Etnografisk set består de af tre primære grupper:
- Kalaallit fra Vestgrønland, der taler kalaallisut ("grønlandsk")
- Tunumiit fra Østgrønland, som taler tunumiisut ("østgrønlandsk")
- Inughuit fra Nordgrønland, som taler inuktun ("nordgrønlandsk")

Historisk set har kalaallit refereret specifikt til folk fra Vestgrønland. Nordlige og østlige grønlændere kalder dem selv for henholdsvis inughuit eller avanersuarmiut og tunumiit eller iivit.
I dag taler de fleste grønlændere kalaallisut og de fleste er fortsat efterkommere af de oprindelige inuitter. De øvrige grønlændere er primært europæiske migranter. En del grønlændere er multietniske, det er de primært gennem ægteskab med danskere og andre europæere. Omkring 90 % af Grønlands befolkning lever i Vestgrønland.
Grønlændere menes at være efterkommere fra Thule-kulturen.

## Definition
Der findes flere måder at definere, hvad en grønlænder er, og betydningen har også ændret sig over tid, ligesom den i dag kan have såvel en inkluderende som ekskluderende betydning. Ordet grønlænder bruges i flere forskellige betydninger:
1. Indbyggere i Grønland, dvs. alle med fast lovlig bopæl i Grønland. Primo 2020 var der 56.081 indbyggere i Grønland.[13]
2. Borgere med tilknytning til Grønland som nation (også kaldet personer særligt tilknyttet Grønland). Primo 2020 boede der 50.189 personer født i Grønland.[13] Der findes imidlertid ikke officiel statistik over, hvor mange grønlændere der bor udenfor Grønland og i udlandet.
3. Mere uofficielt opfattes en grønlænder ofte som en person, der har et kulturelt (ikke mindst sprogligt) tilhørsforhold til Grønland og selv har en identitet af at være grønlænder.

Ligesom for danske statsborgere og af personer med særlig tilknytning til Grønland findes der ikke officiel statistik for hvor mange personer af grønlandsk oprindelse, der har bopæl i udlandet.

## Sprog
De fleste grønlændere taler grønlandsk, som er et inuit-yupik-unangan sprog i Nordamerika. Det er tæt beslægtet med inuktitut, inuvialuktun og iñupiatun, som er umiddelbart delvist forståelige sprog for en grønlandsktalende, og lidt fjernere beslægtet med yupik, og aleutiske sprog.